# Euphyia ruficoesia
Euphyia ruficoesia là một loài bướm đêm trong họ Geometridae.